# Типи морфологічної структури тіла водоростей
Типи морфологічної структури тіла водоростей — певні плани будови евкаріотних водоростей. Водорості дуже різноманітні за будовою, однак  альгологи пропонують звести до декількох типів морфологічної структури, які відповідають основним ступеням морфологічної диференціації тіла водоростей в процесі їх еволюції. Найчастіше  розрізняють 8 або 10 типів структури евкаріотних водоростей:  монадний, гемімонадний, кокоїдний, сарциноїдний, трихальний і гетеротрихальний (або нитчастий), паренхіматозний і псевдопаренхіматозний (тканинний), сифональний та сифонокладальний і один - амебоїдний, що утворився в результаті катагенезу. Інколи виділяють ще й харофітний[джерело?].

## Монадний або джгутиковий тип
(з грец. monados — одиниця) — форма, для якої характерний рух за допомогою джгутиків. Монадні водорості одноядерні, зазвичай мають стигму та пульсаційні вакуолі. Монадний тип трапляється серед одноклітинних, колоніальних і ценобійних форм. Кількість джгутиків, їхня довжина, наявність мастигонем і субмікроскопічних лусочок, характер їхнього розміщення на поверхні джгутика, спосіб і місце прикріплення джгутиків, характер їхнього руху дуже різноманітні у світі водоростей, але постійні всередині окремих природних груп споріднених організмів.
Амебоїдна будова водоростей (з грец. amoibe – зміна) – варіант монадного типу морфологічної структури тіла водоростей, у якого немає твердої клітинної оболонки й постійної форми внаслідок утворення псевдоподій. Багато амебоїдних організмів ведуть прикріплений спосіб життя. Вони можуть будувати різної форми будиночки: тонкі, ніжні чи товстостінні, грубі, безбарвні чи забарвлені. Нерідко амебоїди утворюють колонії різноманітних розмірів і форми як за допомогою слизу, так і без нього. Цей тип властивий  для видів хлорарахніофітових (Chlorarachniophyta), золотистих (Chrysophyta), жовтозелених (Xanthophyta) та інших водоростей. Деякі автори розглядають амебоїдну будову як самостійний тип структури[джерело?].

## Гемімонадний тип
Тип, клітини якого є нерухомими, проте зберігають деякі ознаки, властиві монадним організмам — або стигму, або пульсаційні вакуолі, або псевдоцилії. Клітинам цього типу властива полярна будова, характерна і для монадних організмів. Клітини часто утворюють колонії різноманітних форм як за допомогою слизу, так і без нього. Гемімонадний тип у науковій літературі ще називають «пальмелоїдний», «капсальний», «тетраспоральний», «трансгресивний».

## Кокоїдний тип
(з грец. kokkos — зерно) — тип, у якого немає жодних ознак монадної будови. Кокоїдні форми є одно- чи багатоядерними, одноклітинними чи об'єднаними в колонії та ценобії, нерухомими, не мають стигми, джгутиків і пульсаційних вакуолей. Велика різноманітність водоростей кокоїдного типу пов'язана з наявністю клітинних покривів із різними виростами і скульптурованістю. Цей тип структури розповсюджений майже в усіх відділах водоростей.

## Трихальний тип
(з грец. trichos — волосок, батіг) — талом має вигляд нитки з послідовно розміщених одна за одною одноядерних клітин і може бути простим або розгалуженим. Утворюється внаслідок вегетативного поділу, що відбувається в одній площині. Клітини, з яких складається нитка, мають полярну будову, здатні рости лише в одному напрямку, що збігається з віссю ядерного веретена, і ділитися у площині, перпендикулярній до цієї осі. Їм властива найважливіша особливість рослинних організмів — спроможність до необмеженого росту впродовж вегетативної фази життєвого циклу і можливість виникнення багатоклітинних макроскопічних таломів. Якщо всі клітини можуть ділитися, то такий ріст називається дифузним. Якщо ріст відбувається на обмежених ділянках — зонах росту (меристемні зони), — то залежно від їхнього розміщення розрізняють інтеркалярний ріст (меристемна зона міститься в середній частині нитки), базальний ріст (унаслідок поділу клітин, розміщених в основі нитки) й апікальний ріст (здійснюється поділом верхівкових клітин). Таломи можуть складатися з морфологічно однакових ниток або мати на кінцях ниток клітини, що відрізняються від інших. Такі відмінності найчастіше бувають тоді, коли водорість веде прикріплений спосіб життя: у цьому випадку нижня клітина часто перетворюється в безколірний ризоїд або стопу. Нитки можуть бути простими чи розгалуженими, одно- чи багаторядними, вільноживучими чи прикріпленими, поодинокими чи об'єднаними. Трихальний тип властивий стрептофітовим (Streptophyta), зеленим (Chlorophyta), червоним (Rhodophyta), жовтозеленим (Xanthophyta), золотистим (Chrysophyta) водоростям.

## Гетеротрихальний тип
(з грец. heteros — інший, грец. trichos — волосок) — форма з ускладненим варіантом нитчастої будови, для якої характерні дві системи ниток: сланкі, що виконують функції прикріплення до субстрату, та висхідні, клітини котрих виконують функції фотосинтезу та розмноження. Висхідні, своєю чергою, можуть бути диференційовані на опірні й асиміляторні. Різнонитчаста слань характерна для багатьох зелених (Chlorophyta), стрептофітових (Streptophyta), бурих (Phaeophyta), червоних (Rhodophyta), золотистих (Chrysophyta), жовтозелених (Xanthophyta) водоростей.

## Псевдопаренхіматозний тип
Тип, в якому об'ємні багатоклітинні слані утворюються внаслідок зростання ниток розгалуженої різнонитчастої слані, що часто супроводжується морфофункціональною диференціацією псевдотканин. Простежується поступове ускладнення таломів від примітивніших, із незрослими, а лише переплетеними й об'єднаними спільним слизом нитками, до одновісної слані (утворюється внаслідок зростання ділянок однієї сильно розгалуженої нитки) і до багатовісної (утворюється внаслідок зростання багатьох розгалужених ниток). У багатовісних таломах часто можна диференціювати: 1) зовнішній коровий шар, який складається із темно-забарвлених клітин, що виконують асиміляційну функцію; 2) центральний (осьовий) шар — великі, слабо забарвлені або безбарвні клітини, що виконують опорну та провідну роль; 3) інколи проміжний шар — великі безбарвні клітини, що запасають продукти асиміляції. Таломи з несправжніх тканин особливо характерні для багатьох червоних (Rhodophyta) і зелених (Chlorophyta) водоростей.

## Паренхіматозний тип
Тип, у якому об'ємний макроскопічний талом утворюється внаслідок здатності до поділу клітин первинних ниток у різних площинах. Здатність до необмеженого росту і поділу клітин у різних напрямках призвели до морфофункціональної диференціації груп клітин залежно від розміщення у слані, тобто до тканин. У межах паренхіматозного типу структури спостерігають поступове ускладнення слані від простих, утворених лише двома типами тканин — корою та серцевиною, до складних, які можуть містити до чотирьох типів тканин — меристодерму, кору, проміжну тканину, серцевину. Такий тип наявний у бурих (Phaeophyta), зелених (Chlorophyta), а також у деяких червоних (Rhodophyta) водоростей і є найвищим в еволюційному плані ступенем морфологічної диференціації тіла водоростей.

## Сифональний тип
(з грец. sipho — трубка, з лат. siphon — труба, сифон, кишка) — тип, у якого всередині таломів немає клітинних перегородок, зате наявна велика кількість ядер, тобто кожна особина є гігантською клітиною. У багатьох водоростей сифональні таломи можуть мати досить складну диференціацію, зокрема, утворювати прикріплювальні структури, що нагадують ризоїди та висхідні асиміляторні частини, проте вони не відділяються поперечними перегородками. Цей тип наявний у деяких зелених (Chlorophyta) і жовто-зелених (Xanthophyta) водоростей. Виникнення цього типу структури призвело до формування великих таксонів, які, особливо в минулі геологічні епохи, мали значне поширення в морях і океанах світу. Однак цей напрям морфологічної еволюції водоростей виявився тупиковим, він не витримав конкуренції з водоростями, еволюційний шлях яких був пов'язаний із вегетативним поділом клітин.

## Сифонокладальний тип
(з грец. sipho — трубка, з лат. siphon — труба, сифон, кишка, грец. clados — гілка) — багатоклітинна структура, якій властива велика кількість ядер у кожній клітині. Сифонокладальні таломи утворюються внаслідок особливого типу поділу — сегрегативного, коли поділ ядра (каріокінез) випереджає поділ цитоплазми (цитокінез). Часто сифонокладальні таломи мають складну функціональну диференціацію, наприклад, на сланку та висхідну частини, на ризоїди й опірні багатоядерні нитки. Сифонокладальний тип характеризується різноманітними морфологічними варіантами: пухироподібні слані, нерозгалужені чи сильно розгалужені нитчасті слані з різною диференціацією, великі об'ємні слані. Цей тип відомий лише у зелених водоростей (Chlorophyta).

## Сарциноїдний тип
(з лат. sarcina — тюк, вузол, sarcio — зв'язувати) — тип, для якого характерною ознакою є поєднання кокоїдного габітусу зі здатністю до вегетативного клітинного поділу, завдяки чому утворюються ракетоподібні, тетраедричні або іншої (але не нитчастої) форми нагромадження з багатьох клітин, які згодом легко розпадаються. Сарциноїдні водорості нерухомі впродовж вегетативної фази життєвого циклу. Це одноклітинні чи колоніальні організми з неполярною будовою клітин і міцною клітинною оболонкою. Різноманітність сарциноїдних водоростей зумовлена різною формою нагромаджень клітин, формою та розміщенням хлоропластів, кількістю ядер тощо.

## Харофітний тип
(з лат. назви водорості хара — лат. Chara L.) — структура, що характеризується великими багатоклітинними таломами членистокільчастої будови — складається з головного пагона, ризоїдів, які відходять знизу, і кільцями сидячих на пагоні членистих бокових пагонів. Міжвузля (частини головного пагона між місцями розміщення кілець) і членики бокових пагонів утворені лише однією сильно витягненою клітиною, часто покриті ззовні шаром корових клітин. Цей тип властивий лише видам із порядку харальні (Charales).